# Mesquita El Hafsia
La mesquita El Hafsia (àrab: مسجد الحفصية, masjid al-Ḥafṣiyya) és una mesquita tunisenca situada al barri d'El Hafsia, al nord de la medina de Tunis. Es troba al número 23 del carrer Achour. Rep el seu nom del barri d'El Hafsia, conegut antigament sota el nom de Hara i llavors habitat majoritàriament per jueus.
Va ser construïda sota el regnat de Muhammad VIII al-Amin. Les obres van començar a finals de 1954 (1372 de l'Hègira), gràcies a una subvenció del nacionalista Salah Ben Ali Ben Belgacem Bouzinbila El Douiri (àrab: صالح بن علي بن بلقاسم بوزنبيلة الدويري, Ṣāliḥ b. ʿAlī b. Bi-l-Qāsim Bū-Zinbīla ad-Duwīrī), i van acabar en 1954 (1375 de l'Hègira), com s'indica a la placa commemorativa.

Una segona placa en marbre indica que es va dur a terme una restauració l'any 2011 (al mes del ramadà de l'any 1432 de l'Hègira).

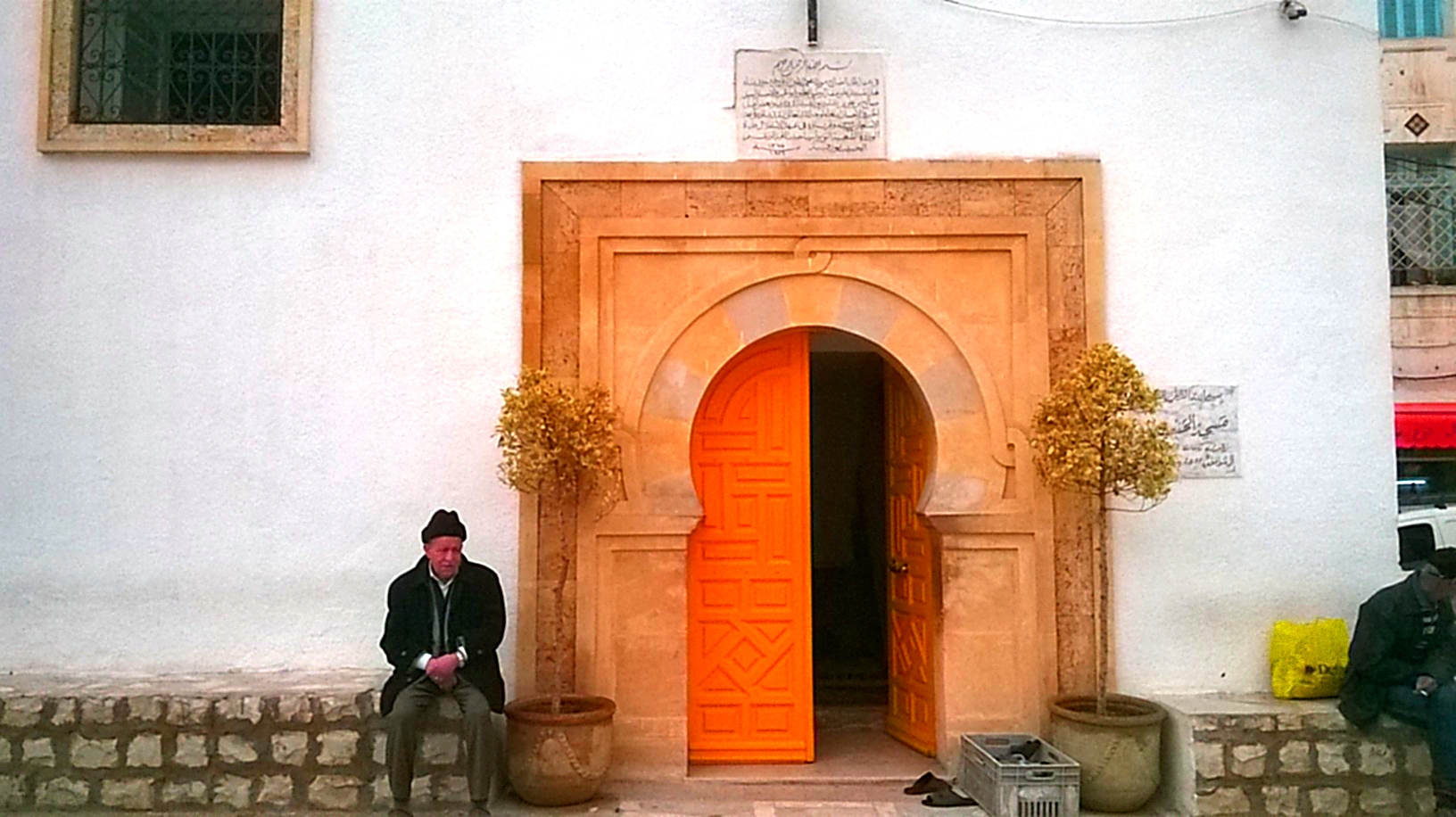
Porta d'entrada
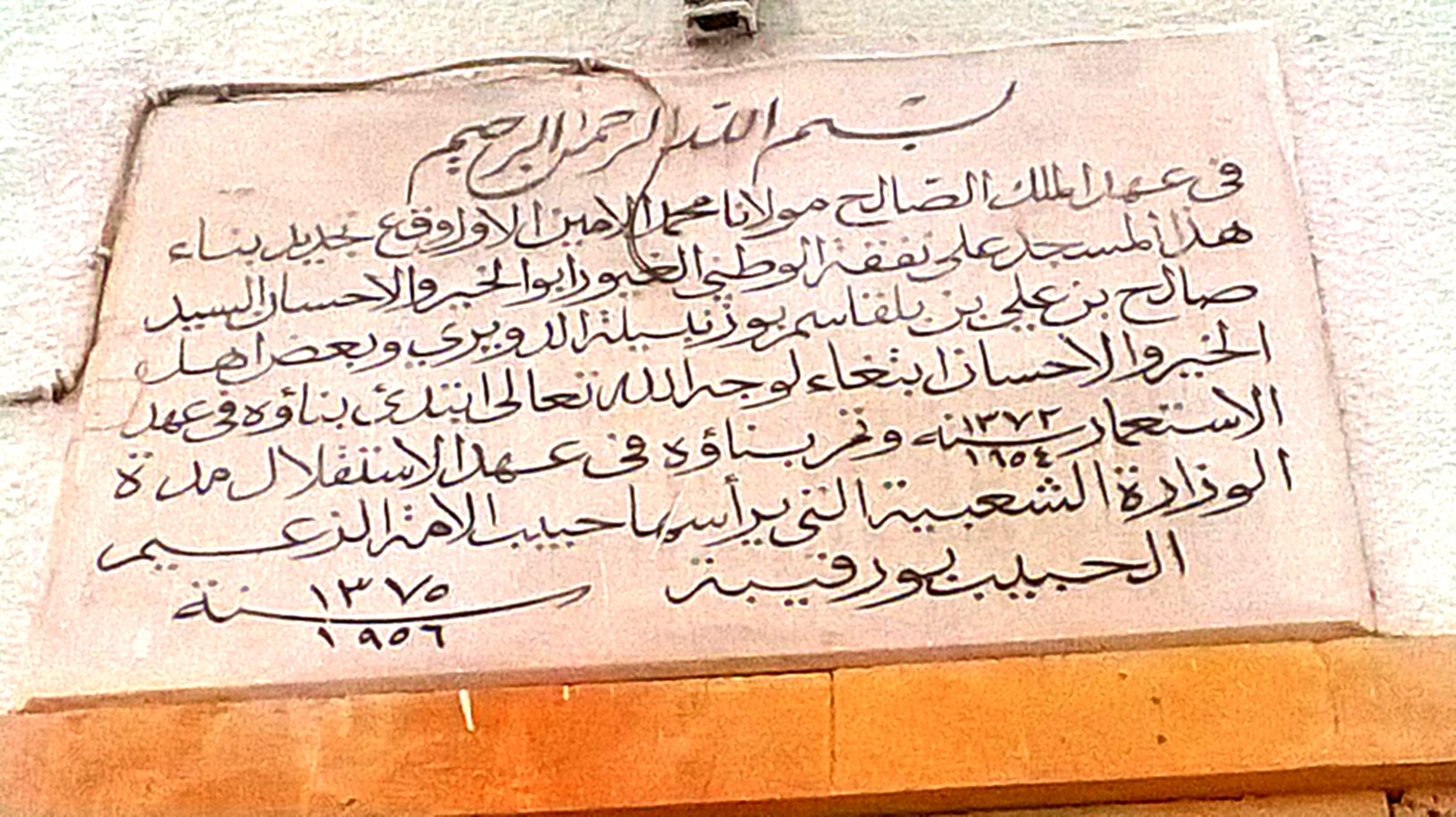
Placa commemorativa de la mesquita
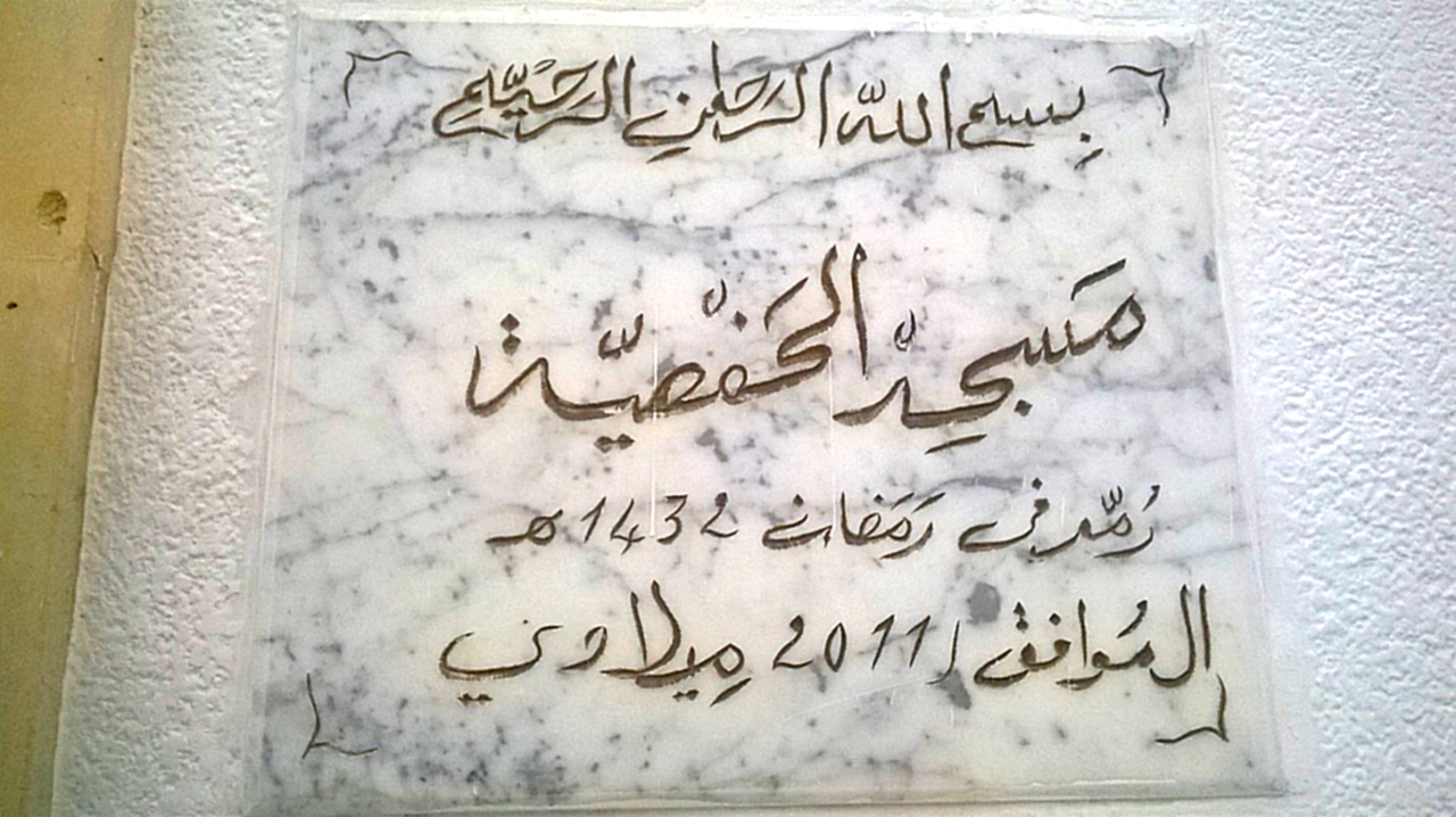
Placa en marbre que indica la data de la restauració